# 巴尔德普拉多斯
巴尔德普拉多斯，是西班牙卡斯蒂利亚-莱昂塞戈维亚省的一个市镇。 总面积19.45平方公里，总人口61人（2023年），人口密度3人/平方公里。